# Малокаховка
Малокаховка (укр. Малокаховка) — село в Каховской городской общине Каховского района Херсонской области Украины.
Население по переписи 2001 года составляло 3002 человека. Почтовый индекс — 74823. Телефонный код — 5536. Код КОАТУУ — 6523583501.

## История
Во время Гражданской войны, в 1920 г., вокруг Малокаховки располагался Каховский плацдарм.

## Местный совет
74823, Херсонская обл., Каховский р-н, с. Малокаховка, ул. Фрунзе, 45